# Byron Stroud

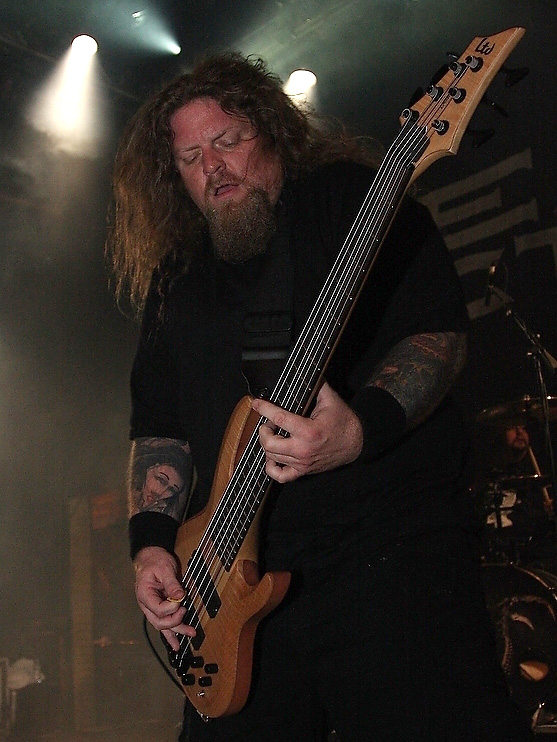
Byron Stroud, 2010.

Byron Stroud (12 de febrero de 1969 en Canadá).
Byron aprendió rápidamente y se hizo la idea principal de su futuro instrumento, el bajo que iría perfeccionando la manera de tocar con el tiempo.
Byron se formó en una banda: Strapping Young Lad, una banda de cyber metal, metal experimetal y metal extremo, más tarde se ajuntó con Fear Factory y cambiando el puesto en el grupo de Christian Olde Wolbers de bajo a guitarra, lo hizo en el disco de Archetype (2004) (aunque fue Wolvers quien se encargó del bajo a pesar de que Byron ya formara parte de la banda). Su primera aparición en un álbum fue en el disco de 2005 Transgression. También se ajunto en Zimmer's Hole con su instrumento acompañante, su apreciado bajo.
- Datos: Q2631072
- Multimedia: Byron Stroud / Q2631072